# 香港保守主义
保守主义在香港政治和社会中根深蒂固。作为一种政治趋势，往往体现在但不限于目前香港两大政治势力之一的建制派，反对支持自由主义的民主派。保守主义也成为香港修憲派和部份本土派的政治观点。
香港的保守主义源于中国的家庭主义和儒家传统，并在1920年代随着激进主义和布尔什维克主义的兴起而被总督塞西尔克莱门蒂纳入殖民政府的政策。第二次世界大战后，随着中国共产党席卷中国大陆，一波又一波的中国难民逃往殖民地，反共情绪仍在继续。香港保守派也采取自由主义经济政策，并称赞香港是世界上最自由的经济体。
在过渡时期，商界精英与亲共的传统左翼分子一起抵制民主化，以确保政治稳定和经济繁荣，同时与北京政府保持良好关系。保守主义扩大了民意支持，成为当今建制派的中坚力量，成为间接选举特首领导的特区政府的主要支持力量。

## 殖民早期

### 自由放任主义
作为英国的香港自由港，并利用作为通往广阔中国市场的门户的优势，香港商人，即当地的中国精英所谓的买办，通过充当欧洲和欧洲之间的中间人，在投资和贸易机会中占据主导地位。中国和香港的土著人口，遵循自由放任的古典自由主义原则，此后主导了香港经济哲学的话语。 因此，香港在过去18年里一直被评为世界上最自由的经济体，这是华盛顿保守派智库传统基金会授予的称号，并受到自由放任主义经济学家米尔顿·弗里德曼的高度赞赏。

### 传统保守主义
香港作为一个占主导地位的华人社会，在儒家教义中可以找到自己的文化保守主义。在早期中国精英与英国殖民者合作的殖民政权中，中国精英的保守主义在英国殖民统治下得到进一步保护。为了促进对殖民地的治理，殖民政府帮助巩固士绅的权力，以在中国民族主义的进步运动（如1919年的五四运动和随后的1920年代中国的新文化运动）之后保持保守的文化价值观。
随着马克思主义和反帝国主义运动在1920年代在中国的加强，香港的华人精英们在中国传统价值观和教义中寻求庇护，英国殖民政府开始为“中国传统主义”辩护。在1925-26年由广州国民党政府指挥的粤港罢工期间，包括立法会非官方议员罗旭龢和周寿臣在内的中国精英积极建议并帮助协调反罢工努力。罗旭龢还向香港总督金文泰（Cecil Clementi）谈到了欧洲对母语学校的监督，并强调殖民地政府需要仔细监督母语教育，因为这些学校已经成为“煽动叛乱的温床”。 克莱门蒂直接干预中文课程，强调中国传统教义并支持“儒家伦理，在中国，这可能是对付布尔什维克主义有害学说的最好解毒剂，当然也是最有力的教义……”。1927年，香港大学成立了中文系，帮助形成了香港学校使用的中文课程。 保守的中文课程在 1950 年代得到重申，当时殖民政府采用中国传统主义来对抗共产主义的影响。

## 二战后

### 功利家庭主义
战后香港见证了逃离中国共产主义革命的难民涌入。由此产生的大量廉价劳动力促使香港成为先进的高收入经济体，并保持持续的增长率（每年超过7%）。 上世纪五十年代中期至上世纪九十年代，香港工业化发展迅速，当时香港被称为“亚洲四小龙”之一。 为了解释“经济奇迹”，社会学家刘兆佳借用了“功利家庭主义”的概念，总结了战后华人移民的普遍态度取向，他们的物质主义使他们成为理想的经济人。对他们来说，功利主义的冲动源于对中国传统家庭价值观的依恋。 战后殖民地的先决条件是“最低限度整合的社会政治制度”，政治与社会被视为相互隔离，据称香港人对家庭比对政治更感兴趣，总是转向他们的家庭 寻求亲戚的帮助，而不是向政府提出要求。

### 积极不干预主义
财政保守主义被认为对香港20世纪的经济成功做出了贡献。1971年，财政司司长郭伯伟创造了“积极不干预主义”一词，支持低水平的政府干预和税收，同时提供旨在促进基于市场的决策的监管和物质基础设施。 该政策由后来的财政大臣延续，包括菲利普·哈登-凯夫爵士，他说“积极的不干预主义意味着认为这通常是徒劳的，并且会损害经济体的增长率，特别是开放经济体，因为政府试图规划私营部门可用资源的分配，并阻挠市场力量的运作，”尽管他表示，将香港描述为自由放任的社会“经常但不充分”。
米尔顿·弗里德曼于1990年写道，香港经济或许是自由市场经济的最佳典范。2006年他去世前不久，《华尔街日报》发表了他的“香港错误——考珀斯韦特会怎么说？” 批评当时的行政长官曾荫权放弃了“积极不干预主义”，将“小政府”定义为不到GDP的20%。
财政保守主义在其历史上一直是香港占主导地位的经济哲学，享有不同的标签，包括“共识资本主义”（财政大臣哈米什麦克劳德，1991-95），“最少干预，最大支持”（曾荫权）和“积极的市场推动者” ”（Antony Leung，2000 年代初期）。2007年至2017年财政司司长曾俊华遵循财政稳健主义的基本原则。

### 反共主义
在香港的大陆难民中，还包括相当数量的右翼国民党军人和支持者，其中大部分人具有强烈的反共情绪。1950年代和60年代，香港社会分为亲共左翼和亲国粹右翼的对立。 1956年，香港本土国民党支持者在香港攻击共产党，成为1956年香港双十暴动，59人被杀，740人被捕，主要是骚乱和抢劫。
保守的农村领袖、商界精英、邵氏、国泰影业等电影制作公司，以及包括中文报纸《星岛日报》、《华侨日报》、《宫上日报》和英文报纸《南华早报》在内的媒体，也受到英国殖民政府和台湾国民党政府支持。 他们联手谴责香港1967年亲共分子煽动的香港左派骚乱。1949年由钱穆、唐君毅等一批大陆反共学者创办的新亚书院，也试图弘扬儒家思想和中国传统价值观。新亚书院于1963年并入香港中文大学。
民族主义与共产主义的对抗也是冷战大局的一部分。美国除了资助新亚书院、雅礼协会等保守的中国文化机构外，还鼓励和利用国民党的反共活动。 在1950年代，第三力量由中央情报局创立，作为华人的反共运动，这给英国当局带来了问题，英国当局虽然在意识形态上与美国保持一致，以保持香港非共产主义，但已正式 1950年承认中国共产党政权，不希望挑衅北京。

## 殖民末期

### 1980年代：保守派的崛起
随着1997年后的中英香港主权谈判在80年代初开始，商界精英纷纷寻求维持香港现状的办法。他们最初支持英国保守党首相玛格丽特·撒切尔坚持1842年《南京条约》有效性的努力。然而，中国最高领导人邓小平1997年坚持在香港恢复主权，但保证“资本主义制度和生活方式50年不变”，后来写入香港基本法第5条。
除了以香港工会联合会为代表的殖民地的“老左派”是北京拥护者之外，北京的共产党当局还积极与商业精英、专业人士和农村领导人结盟，他们过去常常被视为作为亲国民党人士，作为他们统一战线战略的一部分。许多大亨和专业人士被任命到香港基本法起草委员会和香港基本法咨询委员会（BLCC）等不同机构，起草香港基本法。随着要求加快民主化的自由派游说团体的兴起，保守派于1986年成立了基本法咨询委员会的商业和专业小组，以及由大亨羅康瑞领导的八十九人方案，以对抗自由主义运动。
商界精英担心一个民主的立法机关可能会增加税收以资助扩大社会预算，财政保守主义成为基本法的一个组成部分，其中写道特区“应遵循保持制定预算，力求收支平衡，避免赤字，使预算与国内生产总值的增长率相适应”，反映了北京和工商界的利益，在政治和经济上保守的香港。
商业和专业集团赞成严格限制特许经营权、保留政府的精英制度、避免政党政治以及维护独立的司法机构。该集团提出1997年以后行政长官和立法会选举的保守宪法，由不超过25%的民选议席和行政长官由600人的选举团选举产生，与谘询委员会的亲民主成员提出的更进步的提议相反。1989年天安门镇压后，八十九人方案在直选问题上的立场稍有软化，重新与民主派谈判，最终形成了“妥协模式”。一部分人支持妥协，另一部分坚持新香港联盟提出的亲北京模式。

### 1990年代

#### 抵制自由主义浪潮
面对首次立法会直选，香港基本法起草委员会和香港基本法咨询委员会的保守派组成了多个组织。1990年，以羅康瑞为首的香港工商专业联合会成立，胡法光、谭惠珠为首的香港自由民主联合会在基层支持下于1990年11月成立香港勵進會和香港公民协会。自民联积极参与1991年的三级选举，但在香港民主同盟和匯點联盟领导的自由派压倒性优势中落败。由羅德丞领导的新香港联盟于1989年由香港基本法起草委员会和香港基本法咨询委员会的保守派组成。
为遏制自由派势力在立法会崛起，21位由功能组别委任及间接选举产生的立法会议员，成立了由高级行政立法会非官守议员李家辉领导的啟聯資源中心，1993年转变为自由党。大约与此同时，1992年以曾鈺成为首，如今被认为保守的传统左派也形成了民建联。1994年，商界精英、农村领导人和专业人士在新华社的指导下，加入了由劉漢銓领导的香港協進聯盟。
保守派强烈反对末任总督彭定康提出的加快民主化步伐的宪改方案。北京幕后策划下，自由党人游说反对将彭定康法案，将之视为对《中英联合声明》、《香港基本法》和《中英协议》的“三重违反”的法案。 该法案最终在亲民主阵营的帮助下以微弱优势获得通过。为响应1995年香港立法局选举，北京成立香港特別行政區臨時立法會，其中保守派占多数。

#### 共识资本主义和关怀资本主义
1991年至1995年间担任香港财政司司长的麥高樂创造了“共识资本主义”一词，表明社会对香港资本主义品牌的优点达成了共识，即“鼓励自由企业和竞争，同时 为有需要的人促进公平和援助……因为社区权利希望每个人都能得到公平的待遇，特别是通过帮助那些竞争能力较弱的人来缓和不公平的竞争。” 对麦克劳德来说，资本主义“提供了最大化经济表现和捍卫政治自由的更大可能性，同时确保接近机会平等的东西。”
麥高樂的继任财政司司长曾荫权也在1996年创造了“关怀资本主义”一词，描述政府优先考虑经济增长，然后利用新发现的财富发展社会基础设施和福利服务的做法。